# Лубский, Владимир Ионович
Влади́мир Ио́нович Лу́бский (укр. Володимир Іонович Лубський) (род. 1 июля 1944 года, с. Войково, Киевская область, СССР) — советский и украинский религиовед, исследователь ислама. Доктор философских наук, профессор.

## Биография
Родился 1 июля 1944 года в селе Войково, Киевской области.
В 1968—1974 годах учился на философском факультете Киевского государственного университета имени Т. Г. Шевченко по специальности «философ».
С 1972 года работает Киевском государственном университее имени Т. Г. Шевченко пройдя путь от ассистента и преподавателя до доцента и профессора.
В 1974 — 1978 годах учился в аспирантуре философского факультета Киевского государственного университета имени Т. Г. Шевченко.
В 1980 году в Тбилисском государственном университете имени Шота Руставели защитил диссертацию на соискание учёной степени кандидата философских наук по теме «Критический анализ христианских концепций войны и мира».
В 1982 году присвоено учёное звание доцента.
В 1994 году (по другим данным в 1996 году) окончил юридический факультет Киевского национального университета имени Т. Г. Шевченко.
В 1996 год—2013 годы — заведующий кафедрой религиоведения Киевского национального университета имени Т. Г. Шевченко.
В 1997 году в Киевском национальном университете имени Т. Г. Шевченко защитил диссертацию на соискание учёной степени доктора философских наук по теме «Проблемы войны и мира в контексте вероучительных систем основных религий мира». (Специальность — 09.00.11 «Религиоведение»)
Профессор кафедры прикладной философии и теологии Восточноукраинского национального университета имени Владимира Даля.
Председатель специального ученого совета Д 26.001.43 по защите кандидатских и докторских диссертаций по религиоведению и украиноведению, заместитель председателя специального ученого совета по защите диссертаций по этике и эстетике.
Автор более 200 научных учебных трудов.

## Научная деятельность
В. И. Лубский первым в современной Украине создал научную школу по исламоведению и мусульманскому праву.
Изучая мусульманское право как религиозно-правовой феномен В. И. Лубский отмечает, ислам наиболее тесно связанная с государством и правом мировая религия, где последнее выступает связующим звеном в качестве исламской правовой идеологии. В. И. Лубский рассматривает мусульманское право как целостную структуру, в которой располагаются внутренне согласованные, взаимосвязанные, социально однородные религиозно-правовые и моральные средства. Право выступает в качестве регулятора, организатора и стабилизатора социальных отношений и поведения людей путём исламизации правовой практики.
Профессор Лубский В. И. осуществил коренное исследование взаимосвязи исламского теоретического богословия и мусульманского права и пришёл в выводу, что мусульманское право является не территориальным правом, а персональным, распространяясь лишь на членов мусульманской общины (уммы). При рассмотрении соотношения и взаимосвязи таких понятий, как «мусульманское право», «фикх», «шариат», провёл их четкое разграничение. Таким образом мусульманское право является обобщающим термином, поскольку включает в себя широкий круг исламских норм, присущих как шариату, так и фикху. В свою очередь шариат — раз и навсегда установленное и неизменное право. А фикх по обстоятельствам применения может меняться местами с термином «мусульманское право». В. И. Лубский уделил значительное внимание изучению сущностной деятельности исламских мазхабов.
Также В. И. Лубский провёл исследование взаимосвязи морали и мусульманского права, выделив категории «намерение-поступок», «вина», «грех», и установив, что ответственность за осуществление с определённым намерением поступка, в исламе можно отметить две системы оценок: религиозно-правовую и моральную, которые часто совпадают между собой.
Большое внимание В. И. Лубским было уделено вопросам войны и мира в исламе. Он исследует содержательное наполнение понятия «джихад», его сущностные характеристики, а также раскрывает особенности истолкования джихада в Коране, определяет главные особенности религиозно-правовых норм джихада, анализирует теоретические и практические установки джихада в современных условиях.

## Преподавательская деятельность
Преподает курсы: «Религиоведение», «История религий», «Каноническое право», «Ислам».
Круг научных интересов: история религии, взаимосвязи религии и права, социально-политические аспекты современных религиозных концептов войны и мира. Впервые на Украине создал научную школу исламоведения и мусульманского права.
Подготовил 30 кандидатов и 10 докторов философских наук.

## Общественная деятельность
В 2008 году вошёл в состав Организационного комитета по подготовке и празднованию 1020-летия крещения Киевской Руси на Украине.

## Награды
- Орден «За заслуги III степени»,
- 5 медалей
- благодарности и почётные награды

## Научные труды

### Монографии
- Лубський В. I. «Іслам. Курс лекцій», — К.: Укрвузполіграф, 1991
- Лубський В. I. Священні книги мусульман як історико-літературні пам’ятки — К.: Укрвузполіграф, 1992
- Лубський В. I. Історико-філософський аналіз мусульманської концепції «джихаду». — К.: Знання, 1992
- Лубський В. I., Калінії Ю. Релігієзнавство. — К., 1996
- Лубський В. I., Горбаченко Т. Г.Релігія і культура — К.: Укрвузполіграф, 1996
- Лубський В. I. Соціально-філософський аналіз релігійних концепцій війни і миру — К., 1997
- Лубский В. И. Мусульманське право. — К.: Вентурі, 1997
- Лубский В. И. Религиоведение: Учебник. — К., 1998;
- Лубський В. I., Горбаченко Т. Г. Історія світової релігієзнавчої думки — К.: Тандем, 1999.
- Лубський В. I., Лубськая М. В. Історія релігій. — К.: Центр навч. літ-ри, 2004
- Лубский В. И. Философия религии. — К., 2005;
- Лубский В. И. Религиоведение: Учебник. — К., 2008 (в соавт.)
- Лубский В. И. История религий. Учебник. Т. 1-2. — К., 2008;
- Лубский В. И. История религий: Учебник.: В 2 т. — М., 2007 (в соавт.)

### Учебные пособия
- Лубский В. И. Мусульманское право: Учеб. пособие. — К., 1999 (в соавт.)
- Лубский В. И. Социология религии: учеб. пособие. — К., 2000;
- Лубський В. I., Теремко В. І. Релігієзнавство : підруч. для студ. вищ. навч. закл. — К.: Вілбор, 2002. — 431 с. (на русском языке)
- Лубський В. I., Піддубная С. М. Історія релігій Світу: Навч. посібник. — К.: Ун-т економіки і права «КРОК», 2004
- Лубський В. I., Лубськая М. В. , Терешко В. І. Релігієзнавство: Підручник. — К.: Академія, 2005
- Лубський В. I., Кондратьєва І. В., Смирнова Г. Ю. Іслам в запитаннях та відповідях: Навч. посібник з конфесійно-практичного релігієзнавства. — К.: КНУТШ, 2006.
- Лубський В. I. Історія Української православної церкви: Навч. посібник. — К.: КНУТШ. 2006;
- Лубський В. I., Кондратьєва І. В., Смирнова Г. Ю. Походження та сутність первісного християнства: Навч. посібник. — К.: КНУТШ, 2006.
- Лубський В. I., Козленко В. М. Канонічне право: Навч. посібник. — К., 2007.
- Лубський В. I., Смирнова Г. Ю. Іудаїзм: Історія та сучасність. Навч. метод. посібник. — К.: КНУТШ, 2007.
- Лубский В. И. Релігії Японії: Навч. метод. вид. — К.: КНУТШ, 2007;
- Лубський В. I., Горбаченко Т. Г. Християнська філософія: Навч.-метод. вид. — К.: КНУТШ, 2007.
- Лубський В. I., Горбаченко Т. Г. Національні релігії Індії: Навч. метод. вид. — К.: КНУТШ, 2007.
- Лубський В. I., Горбаченко Т. Г. Релігійно-філософська думка в ісламі: Навч. метод. вид. — К.: КНУТШ, 2007.